# Laura Stähli
Laura Stähli, née le 31 décembre 1991, est une escrimeuse suisse pratiquant l'épée. 

## Biographie
Laura Stähli naît le 31 décembre 1991 dans une famille d’escrimeurs: sa mère et ses grands-parents ont pratiqué l’épée, alors que sa sœur Martina est également épéiste.
En 2012, elle remporte son premier titre de championne de Suisse. En 2018, elle termine à la troisième place des championnats du monde, battant en quart de finale la Hongroise Emese Szász-Kovács, championne olympique en titre, avant d’être défaite en demi-finale par l’Italienne Mara Navarria, numéro 1 mondiale.

## Palmarès
- Championnats du monde :
  -  Médaille de bronze en épée en 2018 à Wuxi